# 앙헬 데 로스 산토스
앙헬 데 로스 산토스 카노(스페인어: Ángel de los Santos Cano, 1952년 11월 3일, 안달루시아 주 우엘바 ~)는 줄여서 앙헬(스페인어: Ángel)로 알려진 스페인의 전직 축구 선수로, 현역 시절 미드필더로 활약했다.

## 수상
레알 마드리드
- 라 리가: 1979–80
- 코파 델 레이: 1979–80, 1981–82
- UEFA컵: 1984–85
- 코파 데 라 리가: 1985